# MAGfestival
MAGfestival je međunarodni festival komorne glazbe koji se održava u Hrvatskoj u Splitu. Organizatori su Udruga mladih akademskih glazbenika (MAG) i Muzej grada Splita. Održava se od 2010. godine svake godine krajem kolovoza i početkom rujna. Do danas je ugostio više od 260 hrvatskih i inozemnih glazbenika. Nastupili su renomirani komorni sastavi iz zemlje i inozemstva, manje poznati komorni sastavi i mladi glazbenici. Posjećuje ga preko 7500 posjetitelja. Festival je nositelj prestižne etikete EFFE Festival Label.
Kroz koncertne večeri, festival splitskoj publici i njihovim gostima predstavlja razne izvođače u komornim sastavima. Izvodi se djela raznih skladatelja od razdoblja baroka pa sve do modernog doba.